# John Tijssens
John Tijssens (Tilburg, 16 april 1968) is een Nederlands carambolebiljarter die gespecialiseerd is in het driebanden. 
Hij eindigde op het Nederlands kampioenschap driebanden op de tweede plaats in februari 2005 en op de derde plaats in februari 2003. 
Hij won het Europees kampioenschap driebanden in 1994 in Odense met een overwinning in de finale op Andreas Efler en eindigde in 1995 in Praag op de derde plaats. 
Hij eindigde op het wereldkampioenschap driebanden in 1995 in Grubbenvorst op de tweede plaats met een nederlaag in de finale tegen Jozef Philipoom. 